# Rhincodontidae
Rhincodontidae é uma família de tubarões que surgiu no Paleoceno, e atualmente é representado apenas pelo género Rhincodon, o Tubarão-baleia, o maior peixe vivo atualmente. e apenas um género extinto conhecido: Palaeorhincodon.